# Adesiara editorial
Adesiara és una editorial petita i independent fundada el 2007 a Martorell. Edita llibres exclusivament en català i se centra en l'edició de clàssics inèdits o introbables en català.
Jordi Raventós, després d'haver treballat al sector editorial a la Fundació Bernat Metge i a Quaderns Crema, posà en marxa l'editorial el novembre de 2007 juntament amb Anna Porta, Joachim de Nys i Cruz Artidiello. Des dels inicis aposta per les noves traduccions de clàssics grecs i llatins, però el seu catàleg també inclou títols contemporanis europeus, clàssics de la literatura àrab, i llibres d'autors catalans introbables. L'editorial té actualment cinc col·leccions: tres de fundacionals (Aetas, Vagueries, D'ací i d'allà), una sobre clàssics catalans començada a final del 2011 (De cor a pensa) i, des del 2019, una col·lecció de clàssics juvenils. A final del 2017 havia publicat 125 títols.

## Lloc extern
• Pàgina web d’Adesiara Editorial.